# Concord Township (comté de Hardin, Iowa)
Pour les articles homonymes, voir Concord Township.
Concord Township est un township, du comté de Hardin en Iowa, aux États-Unis,.
Le township est fondé en 1872,.

## Source de la traduction
- (en) Cet article est partiellement ou en totalité issu de l’article de Wikipédia en anglais intitulé « Concord Township, Hardin County, Iowa » (voir la liste des auteurs).